# Parti démocratique gabonais
Pour les articles homonymes, voir PDG (homonymie).
Le Parti démocratique gabonais (PDG) est un parti politique gabonais dont les origines remontent aux tout   premiers jours de l'indépendance du pays de la France.
Il est fondé en 1953 sous le nom de Bloc démocratique gabonais (BDG) avant de prendre son nom actuel en 1968. Il a pour devise : « Dialogue, Tolérance, Paix ». Il a été le parti dominant de la vie politique gabonaise de 1961 à 2023, jusqu'au coup d'État de 2023 qui renverse le président Ali Bongo. Il fut également le seul parti autorisé entre 1968 et 1990.

## Histoire
Le parti est d'abord connu sous le nom de Bloc démocratique gabonais sous la direction de Léon Mba. Avec l'accession de Mba à la présidence, le parti devient dominant. Devenu président du Gabon en 1967, Albert Bernard Bongo, renomme le parti en Parti démocratique gabonais, le 12 mars 1968. Le président Bongo rend illégaux tous les autres partis, faisant du PDG le parti unique du Gabon.
Au cours des deux décennies du monopartisme, le PDG prend de l'essor et conforte sa position sur l'échiquier politique national, ce qui explique son hégémonie. Il est le seul parti avec une présence réelle dans toutes les provinces du Gabon.
La fin du parti unique en 1991 ne change rien à la mainmise du PDG sur la politique gabonaise. L'appareil d'État est quasi entièrement composé de fonctionnaires membres du PDG et la presse, qu'elle soit étatique ou privée, reste dans la plupart des cas le porte-voix du PDG et surtout du président Bongo.
Lors des élections législatives du 9 décembre 2001, le PDG remporte 88 des 120 sièges de l'Assemblée nationale gabonaise.
Aujourd'hui, une constellation de partis politiques s'est formée autour du PDG pour constituer le bloc de la majorité présidentielle du Gabon.
Aux élections législatives du 17 décembre 2006, le PDG remporte 80 sièges sur 120.
Après de graves dissensions internes, le PDG a nommé Ali Bongo comme candidat à l'élection présidentielle anticipée de 2009, qui fait suite à la mort d'Omar Bongo. Ali Bongo, ministre de la Défense et fils du président défunt est élu le 30 septembre 2009.
Le président Bongo est renversé lors d'un coup d'État le 30 août 2023. Le secrétaire général du PDG, Steeve Nzegho Dieko, est mis en résidence surveillée par la junte arrivée au pouvoir et remplacé à titre intérimaire par Luc Oyoubi, secrétaire général adjoint.
En mars 2024, Paul Biyoghe Mba est nommé premier vice-président du parti. Ali Bongo est démis de sa fonction de président du parti et sa mère Patience Dabany est exclue du parti. Angélique Ngoma devient secrétaire générale le 8 mars.
En janvier 2025, Blaise Louembé est élu président du parti lors d'un congrès extraordinaire. Angélique Ngoma reste secrétaire générale.
Pour l'élection présidentielle de 2025, le PDG soutient la candidature du chef de la junte, le général Brice Oligui Nguema, lequel est largement favori et est élu.
En juillet 2025, Ali Akbar Onanga Y'Obégué, un ancien ministre et proche d'Ali Bongo, annonce avoir été désigné secrétaire général du parti par ce dernier en mai 2025. Cette nomination n'est toutefois pas reconnue par le PDG.

## Fonctionnement
Le programme politique du parti est articulé dans ses statuts et son règlement intérieur. Ces documents ont été mis à jour lors du 8e Congrès du PDG qui a eu lieu du 19 au 20 juillet 2003.
Le PDG compte de nombreuses fédérations à l'étranger, dont les plus importantes sont en France et aux États-Unis.

### Présidents
- 1968-2009 : Omar Bongo
- 2010-2024 : Ali Bongo
- depuis 2025 : Blaise Louembé

### Secrétaires généraux
- 1991-1994 : Jacques Adiahénot (en)
- ca 1998-2008 :  Simplice Guedet Manzela (en)
- 2008-2017 : Faustin Boukoubi[11]
- 2017-2022 : Éric Dodo Bounguendza[11]
- 2022-2024 : Steeve Nzegho Dieko[12]
- depuis 2024 : Angélique Ngoma[7]

## Résultats aux élections

### Élections présidentielles
| Année | Candidat   | Vote    | %     | Résultat |
| ----- | ---------- | ------- | ----- | -------- |
| 1961  | Léon Mba   | 315 335 | 100   | Élu      |
| 1967  | Léon Mba   | 346 587 | 100   | Élu      |
| 1973  | Omar Bongo | 515 841 | 100   | Élu      |
| 1979  | Omar Bongo | 725 807 | 100   | Élu      |
| 1986  | Omar Bongo | 903 739 | 100   | Élu      |
| 1993  | Omar Bongo | 213 793 | 51,20 | Élu      |
| 1998  | Omar Bongo | 211 955 | 66,90 | Élu      |
| 2005  | Omar Bongo | 275 819 | 79,18 | Élu      |
| 2009  | Ali Bongo  | 141 952 | 41,73 | Élu      |
| 2016  | Ali Bongo  | 177 722 | 49,80 | Élu      |
| 2023  | Ali Bongo  | 293 919 | 64,27 | Élu      |